# Flemingia rollae
Flemingia rollae là một loài thực vật có hoa trong họ Đậu. Loài này được (Billore & Hemadri) An.Kumar miêu tả khoa học đầu tiên.